# T-34：玩命坦克
《T-34：玩命坦克》 （俄语：Т-34）是由Aleksey Sidorov执导的2019年俄罗斯战争电影。T-34是二战时期在苏联防御中使用的苏联中型战车。影片描述坦克指挥官尼古拉·伊武什金（Nikolai Ivushkin）被德军俘虏后与新招募的坦克人员一起开着一辆T-34坦克逃出集中营的故事。  亚历山大·彼得罗夫饰演尼古拉·伊夫什金，其他演员有维克多·杜布朗拉沃夫、伊琳娜·斯塔申鲍姆（Irina Starshenbaum）、安东·博格达诺夫（Anton Bogdanov）、尤里·鲍里索夫（Yuriy Borisov）、塞米扬·特雷斯库诺夫阿尔乔姆·比斯特罗夫（Artyom Bystrov）。  

## 剧情
1941年十二月，莫斯科郊外，苏联红军中尉尼古拉·伊武什金（亚历山大·彼得罗夫饰）开着摇摇晃晃的卡车和拖车，旁边載著年轻的二等兵，一辆德国三號坦克出现在山丘上朝他们开火。受过装甲军官训练的尼古拉，基於對坦克性能的瞭解，动作熟练且毫发无伤地逃离。
完訓後，第一天上戰場的尼古拉被派去接掌指挥一辆指挥官已被杀害的T-34坦克，命他只用这辆坦克和少量支援的步兵拖延德军攻勢。來襲的是由克劳斯·雅格（ Vinzenz Kiefer ）指挥的一排德国装甲部队。尼古拉和他的队员们设下埋伏，透过诡计与勇猛作戰，摧毁了六辆敵軍装甲车，但在与雅格指挥的装甲车进行最后殊死战中，两个坦克都被毁，一半俄罗斯坦克队员被杀，尼古拉和驾驶斯捷潘·瓦西里诺克（Stepan Vasilyonok）被俘。
三年后的1944年，已成为旗隊領袖的雅格取得德国国会党卫军海因里希·希姆勒和海因茨·古德里安的许可，从苏联集中营挑选经验丰富的坦兵战俘，作为训练親衛隊第12師的对手，以對付掩襲而來的紅軍。尼古拉被囚禁了三年都没透露自己的軍階和姓名，處處與看守的德軍作對，且多次出逃，終被德軍下令處死。但雅格在集中营的记录认出他的照片。透过囚犯安雅（Irina Starshenbaum）的翻译，雅格向尼古拉提出这个想法。尼古拉起初拒绝，但在雅格威胁要杀死安雅后只好答应。
雅格要求尼古拉挑选三名囚犯和他一起驾驶，其中就有驾驶斯捷潘，他们被分到了一辆被德軍擄獲，几近报废的T-34-85坦克。三名囚犯對於幫助敵人感到不解，尼古拉表示此次任務為作戰到底，安雅聽到後不動聲色。在清理坦克时尼古拉无意间发现坦克里还有6发炮弹，于是他偷偷将炮弹和阵亡士兵的遺体一起埋進训练场，也有了开着坦克逃往捷克的计划。
坦克修复后展現的卓越性能，加上尼古拉精湛的驾驶技术，让雅格折服。于是他批准了训练计划，同时在训练场周围埋下地雷。安雅在听到消息后提醒尼古拉只能从前门逃跑，而且可以为他们偷一张地图，作为带自己出逃的交换。因為她寧死也不肯再作階下囚。
训练日很快到来，尼古拉和三名临时充数的坦克兵将炮弹从墓穴挖出，然后在释放浓烟后閇炮击毁一辆德国坦克，意识到事情不对的指挥部连忙试图反击但为时已晚，在炸掉指挥部后，尼古拉直衝集中营大门，撞门逃出，然后在接上安雅后前往加油站加油，顺便在小镇上接受百姓們的簞食壺槳。
德军指挥部迅速在幹道部署反坦克炮，正在沿大路行驶的坦克受袭击後被迫轉進小路逃亡。快速行驶数小时后坦克因为发动机过热在树林中休息，坦克车组也在树林中过夜，在这期间尼古拉和安雅也暗生情愫。但是德军坦克很快找到了他们的所在之地，準備在天亮時剿滅逃犯。于是尼古拉让安雅去边境的一片草地上等他，坦克乘夜進入邊境小鎮和德军巷战。
經過十分惨烈巷战後，德軍坦克几乎全歼，但是尼古拉自己的坦克也只剩下一发炮弹，还折损了一位队友。此时，雅格探出炮塔将手套脱下扔在地上，意示單獨决斗。两辆坦克开始在边境桥上對决，一番缠后後雅格打断了T-34的履带，尼古拉击穿了对方的观察孔，并憑最後的動力将坦克頂到桥欄边，搖搖欲墜。
胜负已定，重傷的雅格知道自己失败，于是和尼古拉握手后和坦克一起坠下大桥。最终尼古拉走过了边境和安雅重逢。
影片以献给苏德战争的红军坦克队员为结尾，他们全都因与入侵祖国的斗争而获得英雄般的致敬。

## 获奖记录
| 金鹰奖（俄罗斯） | 2020年1月24日 |                    | |      |
| 金鹰奖（俄罗斯） | 2020年1月24日 | 最佳电影           | Aleksey Sidorov、Anton Zlatopolskiy、Ruben Dishdishyan 李奧納德·布拉瓦尼克、Leonid Vereshchagin和尼基塔·米亥科夫 | 提名 |
| 金鹰奖（俄罗斯） | 2020年1月24日 | 最佳导演           | Aleksey Sidorov                                                                                                  | 獲獎 |
| 金鹰奖（俄罗斯） | 2020年1月24日 | 最佳改编剧本       | Aleksey Sidorov                                                                                                  | 獲獎 |
| 金鹰奖（俄罗斯） | 2020年1月24日 | 最佳男主角         | 亚历山大·彼得罗夫                                                                                                | 提名 |
| 金鹰奖（俄罗斯） | 2020年1月24日 | 最佳女主角         | Irina Starshenbaum                                                                                               | 提名 |
| 金鹰奖（俄罗斯） | 2020年1月24日 | 最佳男配角         | Viktor Dobronravov                                                                                               | 提名 |
| 金鹰奖（俄罗斯） | 2020年1月24日 | 最佳摄影           | Mikhail Milashin                                                                                                 | 提名 |
| 金鹰奖（俄罗斯） | 2020年1月24日 | 最好的布景和装饰品 | Konstantin Pakhotin                                                                                              | 提名 |
| 金鹰奖（俄罗斯） | 2020年1月24日 | 最佳服装设计       | Ulyana Polyanskaya                                                                                               | 提名 |
| 金鹰奖（俄罗斯） | 2020年1月24日 | 最佳电影剪辑       | Dmitry Korabelnikov                                                                                              | 提名 |
| 金鹰奖（俄罗斯） | 2020年1月24日 | 最佳音响工程师     | Aleksey Samodelko                                                                                                | 提名 |
| 金鹰奖（俄罗斯） | 2020年1月24日 | 最佳视觉效果       | Algus Studio | 獲獎 |

## 外部连结
- 互联网电影数据库（IMDb）上《T-34：玩命坦克》的资料（英文）
- 爛番茄上《T-34》的資料（英文）
- AllMovie上《T-34：玩命坦克》的资料（英文）
- 開眼電影網上《T-34：玩命坦克》的資料（繁體中文）